# Colonización de Islandia

Mapa con el área de colonización vikinga en los siglos (rojo oscuro), (rojo), (anaranjado) y (amarillo). La colonización de Islandia era un elemento de un proyecto de colonización vikinga aún más amplio.

La colonización de Islandia comenzó en 874. Los primeros exploradores fueron monjes irlandeses. Los primeros vikingos, Naddoddr, Garðar Svavarsson, Flóki Vilgerðarson e Ingólfur Arnarson. La mayoría de sus colonos fueron escandinavos. Su historia se conoce gracias a los manuscritos Íslendingabók y Landnámabók, escritos en los siglos XIII y XV, y por las sagas. Los colonos llegaron en knarr. Se asentaron en las costas y en el sudoeste de la isla. En 930 se fundó el parlamento local Alþing. En el siglo XI la población alcanzó las 60 000 personas.

## Desarrollo
Los conocimientos sobre este periodo se basan casi por completo en el Íslendingabók de Ari Thorgilsson y en el Landnámabók, ambos escritos en pergamino y conservados en la actualidad en el Instituto Árni Magnússon para los Estudios Islandeses. El Landnámabók enumera los nombres de 435 colonos originales, que se establecieron sobre todo en el norte y en el sudoeste.
El comienzo de la colonización de Islandia comúnmente se encuentra en la segunda mitad del siglo IX, cuando colonos vikingos emigraron a través del Atlántico Norte debido a la falta de tierra cultivable en los países escandinavos. Las guerras civiles provocadas por el gobierno tiránico de Harald I de Noruega ayudaron a sostener la emigración hacia la isla.
La mayoría de sus colonos fueron del oeste de Noruega, aunque también hubo algunos de las Islas Hébridas, de Suecia y Dinamarca, e incluso britanos e irlandeses. Se calcula que para el año 900 la isla ya tenía una población de 20.000 habitantes. Aunque la inmigración disminuyó después de 930, en el siglo XI la población alcanzó las 60.000 personas.
La mayor parte de los colonos principales llegaron en sus propios knarr, se asentaron cerca de las costas (pues el interior, compuesto por las Tierras Altas, es inhabitable), y se concentraron en el sudoeste, donde se encuentra la capital Reikiavik. La economía dependía de la cría de animales, sobre todo de vacas y ovejas. Los caballos se criaban para el transporte y por su carne. Para su dieta, los islandeses también pescaron, cazaron focas, aves marinas y patos, recogieron huevos, bayas y moluscos y aprovecharon las ballenas varadas.
Los historiadores han fijado el comienzo de la colonización en el año 874 y, por lo general, llaman «Tiempo de la colonización» (en islandés Landnámsöld) al periodo de la historia de Islandia entre ese año y 930, cuando la mayor parte de la isla había sido ocupada y se fundó el Alþing («asamblea de hombres libres») en el Þingvellir, o sea «Llanura del thing». Este terreno presentaba varias ventajas pues se encontraba cerca de las zonas pobladas del sudoeste y su propietario había sido recientemente declarado fuera de la ley, por lo que según la ley local podía ser ocupado sin tener que pagar una compensación. La fundación del Alþing dio lugar al Estado Libre de Islandia y favoreció la conversión pacífica al cristianismo en 999 o 1000.

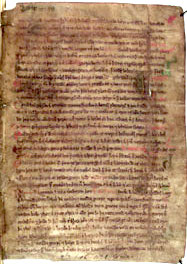
Una página del Landnámabók, fuente primaria sobre la colonización de Islandia.

## Los primeros exploradores y colonos
El Íslendingabók de Thorgilsson dice que los primeros colonos vikingos encontraron monjes irlandeses, los papar, cuando llegaron por primera vez a Islandia. La fuente más antigua conocida que menciona el nombre de «Islandia» es una runa grabada en el siglo XI que indica asentamientos datados del siglo IX.
El Landnámabók afirma que el primer colono en poner pie en suelo islandés fue el vikingo Naddoddr, quien permaneció un corto lapso, aunque dio un nombre al país: Snæland («Tierra de la Nieve»).
Lo siguió el sueco Garðar Svavarsson, el primero en pasar un invierno en la isla. Hacia el año 860, una tormenta empujó su barco hacia el norte, hasta llegar a la costa este de Islandia. Garðar la bordeó de este a oeste y se desvió hacia el norte. Llegó al actual Húsavík y circunnavegó la isla. Uno de sus hombres, Náttfari, se quedó en el actual Náttfaravík, en la bahía de Skjálfandi.
El segundo vikingo en llegar a Islandia fue Flóki Vilgerðarson, quien fue sin embargo el primero en navegar deliberadamente hacia ella. Según el Landnámabók, a finales del siglo IX dejó libre a sus tres cuervos en las Islas Feroe. El primero regresó inmediatamente a bordo, el segundo se elevó y luego regresó a la nave y el tercero voló en línea recta hacia adelante. Flóki lo siguió hasta llegar a Islandia. Atracó en Vatnsfjörður, en Vestfirðir, más allá del actual Reikiavik. Uno de sus hombres, Faxi, dijo que parecía que habían encontrado un gran país (hoy la bahía en la costa, Reykjavík Faxaflói, se llama así en su honor). Un duro invierno mató a todo el ganado de Flóki, quien maldijo a esa tierra fría llamándola «isla de hielo». A pesar de muchas dificultades para encontrar comida, se mantuvo un año más en Borgarfjörður. Finalmente regresó a Noruega. Volvió después de muchos años y se instaló en la actual localidad de Flókadalur.
Ingólfur Arnarson fue otro de los primeros colonos en llegar a la isla, huyendo de su Noruega natal tras una pelea. Junto a su hermano adoptivo y cuñado, Hjörleifr Hródmarsson, desembarcó en Ingólfshöfði y pasó el invierno en Álftafjörður. Años más tarde regresó, construyó una granja en Reikiavik y reclamó para sí toda la tierra al oeste de los ríos Ölfusá, Öxará y Brynjudalsá.